# 石鼓镇 (永春县)
石鼓镇，是中国福建省泉州市永春县下属的一个镇，位于永春县城西约4公里。石鼓镇面积47.6平方公里，下辖有5个社区居委会和8个行政村，人口34147人（2003年）。境内有3A级景区魁星岩已经著名小吃石鼓白鸭汤

## 行政区划
石鼓镇下辖以下村级行政区划单位
石鼓社区、社山社区、桃场社区、桃星社区、桃联社区、卿园村、吾江村、半岭村、马峰村、凤美村、洑江村、大卿村和东安村。